# Eduardo Costa
Eduardo Nascimento Costa, meglio noto come Eduardo Costa (Florianópolis, 23 settembre 1982), è un ex calciatore brasiliano, di ruolo centrocampista.

## Carriera

### Club
Cresciuto calcisticamente nel Grêmio, gioca per due anni in prima squadra. Arriva in Europa nel 2001 per giocare nel Bordeaux, dove trova un posto stabile da titolare per tre stagione, mettendosi in evidenza nell'edizione della Coppa UEFA 2002-03. Passa quindi all'Olympique Marsiglia, ma l'esperienza marsigliese non è positiva. Acquistato dall'Espanyol nel 2005, trascorre due stagioni in Spagna e una in prestito al Grêmio. Il 13 dicembre 2008 firma con il San Paolo.
L'8 agosto 2009 si trasferisce al Monaco, firmando un contratto triennale. Con questo nuovo contratto riassapora la Ligue 1. il 30 dicembre 2010 il Vasco da Gama ha annunciato sul proprio sito ufficiale di aver raggiunto un accordo col Monaco per il prestito del centrocampista. Il giocatore resterà al club brasiliano fino al 30 giugno del 2011, anche se il prestito potrà essere eventualmente rinnovato.
Il 12 luglio 2011 rescinde il proprio contratto con il Monaco per approdare definitivamente al Vasco Da Gama.

### Nazionale
Conta sette presenze nella Nazionale di calcio brasiliana, con la cui maglia ha debuttato nel 2001.

## Palmarès

### Club
- Coppa del Brasile: 2

Grêmio: 2001
Vasco da Gama: 2011
- Campionato Gaúcho: 1

Grêmio: 2001
- Coppa di Lega francese: 1

Bordeaux: 2001-2002
- Coppa di Spagna: 1

Espanyol: 2005-2006

### Nazionale
- Campionato mondiale Under-17: 1

Nuova Zelanda 1999